# Herreria
Herreria és un gènere amb quinze espècies de plantes suculentes que pertany a la família de les Agavàcies.
És nativa del Brasil i sud de Sud-amèrica.

## Espècies seleccionades
- Herreria aculeata
- Herreria bonplandii
- Herreria brasiliensis
- Herreria glaziovii
- Llista completa d'espècies